# Chyage, Sidlaghatta
Chyage là một làng thuộc tehsil Sidlaghatta, huyện Kolar, bang Karnataka, Ấn Độ.